# Conseil pour les affaires de la province de Québec
Ne doit pas être confondu avec Conseil législatif du Québec.
(1774 à 1791)
Château Saint-Louis, Québec
Le Conseil pour les affaires de la province de Québec, communément appelé Conseil législatif de Québec, est un corps législatif créé par l'article XII de l'Acte de Québec de 1774. Avec le représentant de la couronne britannique, c'est-à-dire le gouverneur, le lieutenant-gouverneur ou l'administrateur temporaire de la province, il constitue la législature de la grande Province de Québec.

## Pouvoirs
Le Conseil a le « pouvoir et [l']autorité de faire des ordonnances pour la police, le bonheur et bon gouvernement de la dite province, du consentement du Gouverneur, ou en son absence, du Lieutenant-Gouverneur, ou Commandant en Chef », mais n'a pas le pouvoir « d'imposer aucunes taxes ou impôts dans la dite province, à l'exception seulement de telles taxes que les habitants d'aucunes villes ou districts dans la dite province seront autorisés par le dit Conseil de cotiser et lever, applicables à faire les chemins, élever et réparer les bâtiments publics dans les dites villes ou districts, ou à tous autres avantages qui concerneront la commodité locale et l'utilité de telles villes ou de tels districts. »

## Éligibilité
L'article VII de l'Acte de Québec ouvre toutes les places rattachées à l'État provincial, dont celles du Conseil, aux sujets catholiques romains. L'article exempte les catholiques de la province de prêter le serment du test (le serment d'abjuration de la foi catholique) et leur fait plutôt prêter un serment d'allégeance alternatif :

« Je, _______, promets sincèrement et affirme par serment, que je serai fidèle, et que je porterai vraie foi et fidélité à Sa Majesté le Roi George, que je le défendrai de tout mon pouvoir et en tout ce qui dépendra de moi, contre toutes perfides conspirations et tous attentats quelconques, qui seront entrepris contre sa personne, sa couronne et sa dignité ; et que je ferai tous mes efforts pour découvrir et donner connaissance à sa Majesté, ses héritiers et successeurs, de toutes trahisons, perfides conspirations, et de tous attentats, que je pourrai apprendre se tramer contre lui ou aucun d'eux ; et je fais serment de toutes ces choses sans aucune équivoque, subterfuge mental, et restriction secrète, renonçant pour m'en relever à tous pardons et dispenses d'aucuns pouvoirs et personnes quelconques. 

Ainsi Dieu me soit en Aide. »

En raison du serment spécial qu'on leur fait prêter, les catholiques, qui forment l'immense majorité de la population de la province, sont autorisés à participer à la législation de leur pays de naissance. En pratique cependant ils ne formeront jamais qu'une minorité au Conseil de sa création en 1774 à son abolition en 1791.

## Composition
Le Conseil se compose d'au moins 17 membres et d'un maximum de 23 membres résidant dans la province. En 1775, le Secrétaire d'État aux colonies lord Dartmouth ordonna au Gouverneur général Guy Carleton d'appeler un premier groupe de 20 personnes au Conseil. Quelques-uns des conseillers ainsi nommés avaient siégé dans le Conseil de Québec constitué par le Gouverneur général James Murray en 1764.
Les articles de l’Acte de Québec concernant le Conseil, sa composition et ses pouvoirs, furent abrogées avec l'adoption de l’Acte constitutionnel de 1791. Cependant, la plupart des membres siégeant alors au Conseil se firent appelés au nouveau Conseil législatif du Bas-Canada créé par la dite loi.

## Membres
| Nom                                                  |  | Début           | Fin            |
| ---------------------------------------------------- |  | --------------- | -------------- |
| Hector Theophilus de Cramahé (lieutenant-gouverneur) |  | 17 août 1775    | 5 janvier 1781 |
| William Hey (juge en chef)                           |  | 17 août 1775    |                |
| Hugh Finlay                                          |  | 17 août 1775    | 1791           |
| Thomas Dunn                                          |  | 17 août 1775    | 1791           |
| James Cuthbert                                       |  | 17 août 1775    | 1786           |
| Colin Drummond                                       |  | 17 août 1775    |                |
| François Lévesque                                    |  | 17 août 1775    | 1787           |
| Edward Harrison                                      |  | 17 août 1775    | 1791           |
| John Collins                                         |  | 17 août 1775    | 1791           |
| Adam Mabane                                          |  | 17 août 1775    | 1791,          |
| Gaspard-Joseph Chaussegros de Léry                   |  | 17 août 1775    | 1791           |
| Paul-Roch de Saint-Ours                              |  | 17 août 1775    | 1777           |
| Claude-Pierre Pécaudy de Contrecœur                  |  | 17 août 1775    | 1775           |
| George Waters Allsopp                                |  | 17 août 1775    | 1783           |
| Charles-François Tarieu de La Naudière               |  | 17 août 1775    | 1776           |
| La Corne Saint-Luc                                   |  | 17 août 1775    | 1784           |
| Alexander Johnston                                   |  | 17 août 1775    | 1778           |
| Conrad Gugy                                          |  | 17 août 1775    | 1786           |
| François-Marie Picoté de Belestre                    |  | 17 août 1775    | 1791           |
| Jean-Baptiste-Marie des Bergères de Rigauville       |  | 17 août 1775    |                |
| John Fraser                                          |  | 17 août 1775    |                |
| George Pownall                                       |  | 17 août 1775    | 1791           |
| Henry Caldwell                                       |  | 21 mai 1776     | 1791           |
| Peter Livius                                         |  | août 1776       | 1er mai 1778   |
| William Grant                                        |  | 1777            |                |
| Samuel Johannes Holland                              |  | 1779            | 1791           |
| Paul-Roch de Saint-Ours                              |  | 1777            | 1791           |
| George Davidson                                      |  | 1783            |                |
| Jean-Baptiste Le Comte Dupré                         |  | 1786            | 1791           |
| Henry Hope (lieutenant-gouverneur)                   |  | 1785            | 1789           |
| John Johnson                                         |  | 1786            | 1791           |
| Charles-Louis Tarieu de Lanaudière                   |  | 1786            | 1791           |
| René-Amable Boucher de Boucherville                  |  | 1786            | 1791           |
| William Smith (juge en chef)                         |  | 2 novembre 1786 | 1791           |
| François Baby                                        |  | 30 juin 1778    | 1791           |
| Joseph-Dominique-Emmanuel Le Moyne de Longueuil      |  | 7 juillet 1778  | 1791           |